# Ip Man 2
Ip Man 2 è un film del 2010 diretto da Wilson Yip.
Film semi-biografico di arti marziali, seguito di Ip Man, liberamente ispirato alla vita di Yip Man, un maestro dell'arte marziale del Wing Chun.

## Trama
Il maestro Ip Man e la sua famiglia si trasferiscono a Hong Kong nei primi anni '50 dopo la loro fuga da Foshan. Ip desidera aprire una scuola per diffondere la sua arte e guadagnarsi da vivere, ma ha difficoltà ad attirare studenti a causa della sua mancanza di reputazione in città. Un giorno il maestro incontra un giovane di nome Wong Leung, che lo sfida tempestivamente ad una lotta: facilmente sconfitto, Wong si allontana umiliato, ma poco dopo ritorna con alcuni amici per combattere contro il maestro Ip, che li batte tutti facilmente. Sbalorditi ed affascinati dall'abilità del maestro, Wong e i suoi amici diventano i primi studenti di Ip. Poco dopo, mentre affigge alcune locandine promozionali, Wong viene avvicinato da alcuni studenti di Hung Gar. Uno di loro sfida Wong in combattimento perdendo rovinosamente, ma per vendetta i suoi compagni rapiscono Wong, chiedendo un riscatto al maestro Ip.
Poco dopo Ip raggiunge il mercato ittico per liberare l'allievo ma, dopo aver cercato inutilmente di risolvere la questione pacificamente, entrambi sono costretti a confrontarsi con una folla sempre più crescente di allievi e studenti di Hung Gar. Mentre si fanno strada tra la folla e le bancarelle, Ip e Wong vengono raggiunti e soccorsi da Jin Shanzhao e la sua banda, ma prima che la situazione degeneri sopraggiunge il maestro Hung che, sedati gli animi, informa il maestro Ip Man che per poter aprire una nuova scuola di arti marziali in città deve prima sfidare e battere tutti gli altri maestri.
Accettata la sfida, Ip combatte contro gli altri maestri e, solo dopo uno spettacolare combattimento con il maestro Hung terminato in parità, ottiene il permesso di insegnare nella sua scuola a patto di corrispondere mensilmente una quota per la protezione. Ip Man rifiuta e ben presto gli studenti ed affiliati delle altre scuole di arti marziali cercano di boicottare la sua attività, impaurendo ed allontanando i nuovi potenziali allievi. Dopo una rissa tra i propri allievi e quelli di Hung, il maestro Ip è costretto a lasciare la propria palestra. Recatosi presso l'abitazione del maestro Hung per risolvere la situazione, Ip ingaggia con questi un nuovo duello, che viene interrotto solo dal fortuito sopraggiungere dei familiari di quest'ultimo: Ip salva uno dei figli di Hung da un colpo accidentale, guadagnandosi così il rispetto del rivale.
Alcuni giorni dopo, Hung organizza un incontro di boxe nella sua scuola, ufficialmente per agevolare uno scambio culturale tra la cultura orientale e quella occidentale. La manifestazione inizia con un'esibizione di boxe cinese da parte delle varie scuole di Hong Kong, ma il pugile stella della manifestazione, Taylor "The Twister" Milos, insulta apertamente e attacca degli studenti, provocando il caos che i maestri riescono a stento a sedare. Hung sfida Twister allo scopo di difendere il kung fu e la cultura cinese che esso rappresenta. Anche se Hung si dimostra in un primo momento superiore al proprio avversario, comincia a indebolirsi a causa della propria asma e viene brutalmente ucciso dal crudele pugile britannico.
La notizia della morte di Hung si diffonde rapidamente tra tutto il popolo cinese, provocando uno scandalo che spinge Wallace a tenere una conferenza stampa: dopo che in essa egli afferma che la morte di Hung è stato uno spiacevole incidente, Twister annuncia che accetterà la sfida di qualunque combattente cinese, ufficialmente al fine di liberarsi della sua cattiva reputazione, ma in realtà con lo scopo di uccidere ogni guerriero cinese di Hong Kong per dimostrare la presunta superiorità della boxe occidentale. Ip Man si presenta alla conferenza stampa e accetta la sfida dell'inglese.
Il giorno della grande sfida arriva proprio in concomitanza col parto della moglie di Ip, che dà alla luce il suo secondogenito. Dopo una prima fase di difficoltà, nella quale Ip Man fatica a far fronte alla potenza e resistenza del nemico, la sua prodigiosa abilità nel Wing Chun comincia a imporsi sulla furia di Twister, che viene più volte colpito e atterrato. Al termine di un round, con un gesto volutamente scorretto, il pugile approfitta del fatto che Ip Man ha abbassato la guardia dopo il suono della campanella colpendolo al volto. Come se non bastasse, vedendo il proprio portabandiera in difficoltà, Wallace convince i giudici inglesi a proibire ufficialmente l'uso dei calci, in modo da limitare l'azione di Ip Man. Quando sembra che sia arrivata la fine, il cinese cambia la sua strategia, attaccando l'avversario alle braccia per demolirne la difesa; indebolito, Twister crolla sotto i pugni di Ip Man, che riversa nei propri colpi tutta la rabbia maturata nel ricordo della morte del maestro Hung.
Tra gli applausi del pubblico cinese, Wallace viene arrestato dai suoi superiori per la propria condotta, mentre Ip, durante il suo discorso al pubblico, afferma che nonostante le differenze di razza e nello stile di combattimento, egli ritiene che tutti gli esseri umani siano degni dello stesso rispetto e che non intende promuovere la propria vittoria come il segno della superiorità del kung fu sulla boxe occidentale. Le sue parole conquistano anche il pubblico inglese, decretando la sconfitta di Twister su tutti i fronti. Ip può tornare a casa e riunirsi con la propria famiglia.
La scena finale mostra l'arrivo nella casa del maestro di un ragazzino desideroso di imparare il Wing Chun. Alla richiesta del nome da parte del maestro Ip, il ragazzo risponde arrogante: "Mi chiamo Bruce Lee"...

## Distribuzione
Il film è stato distribuito il 21 febbraio 2012 da Cecchi Gori Home Video in DVD e Blu-ray Disc.

## Sequel
Ip Man 3, terzo capitolo della saga, è uscito a Hong Kong il 24 dicembre 2015. Anche il nuovo film è diretto da Wilson Yip, prodotto da Raymond Wong e scritto da Edmond Wong, e vede il ritorno nel cast di Donnie Yen, Lynn Hung e Kent Cheng.

## Riconoscimenti
- 2010 - Beijing Student Film Festival
  - Miglior regia a Wilson Yip
- 2010 - Golden Horse Film Festival
  - Miglior coreografie action a Sammo Hung
- 2011 - Huading Film Awards
  - Miglior attore a Donnie Yen
- 2011 - Asian Film Awards
  - Miglior coreografie action a Sammo Hung
- 2011 - Hong Kong Film Awards
  - Miglior montaggio a Cheung Ka-fai
  - Miglior coreografie action a Sammo Hung
  - Nomination Miglior regia a Wilson Yip
  - Nomination Miglior fotografia a Poon Hang-sang
  - Nomination Miglior colonna sonora a Kenji Kawai
  - Nomination Miglior direzione artistica a Mak Kwok-keung
  - Nomination Miglior film a Wilson Yip
  - Nomination Miglior Sound Designer a Kinson Tsang
  - Nomination Migliori effetti visivi/speciali a Henry Wang
  - Nomination Miglior attore esordiente a To Yu-hang